# Darin
Darin Zanyar (narozen 2. června 1987 ve Stockholmu), známější pouze jako Darin, je švédský populární zpěvák kurdského původu.
V současné době patří mezi nejprodávanější interprety ve Švédsku.
V roce 2004 vešel ve známost díky druhému místu v pěvecké soutěži Idol, od té doby vydal několik studiových alb, z nichž pět obsadilo první příčku hitparády. Je autorem písní písní pro Shayna Warda, V Factory či Amandu Fondell. Jeho singl "Homeless" přezpívala také Leona Lewis.
V roce 2013 Darin spolu s Agnes Carlsson vystoupil na Eurovision Song Contest v Malmö. Ve švédském kole soutěže obsadil v roce 2010 čtvrté místo s písní "You're Out Of My Life". Velkého úspěchu se dočkal také jeho cover singlu "Viva La Vida" od Coldplay.